# Natsuzora Graffiti/Seishun Line (canción)
«Natsuzora Graffiti/Seishun Line» es el sexto sencillo de la banda japonesa Ikimono Gakari, lanzado el 8 de agosto de 2007, para formar parte de su segundo álbum Life Album.
El tema Seishun Line fue utilizado en la serie de animación Ōkiku Furikabutte como 2.º Opening de esta.

## Canciones
1. Natsuzora Graffiti (夏空グラフィティ) "Graffiti del Cielo de Verano"
2. Seishun Line (青春ライン) "Línea de Juventud"
3. Aoi Fune (蒼い舟) "Barco Azul"
4. Natsuzora Graffiti: Instrumental
5. Seishun Line: Instrumental
- Datos: Q5366531